# Knulp Goeke
Knulp Goeke (* 9. Februar 1929 in Bockum-Hövel; † 10. April 2005) war ein deutscher Politiker und Landtagsabgeordneter (SPD).

## Leben und Beruf
Nach dem Besuch der Volksschule und des Gymnasiums mit dem Abschluss Abitur studiert er. Goeke war Diplom-Volkswirt und promovierte 1961 zum Dr. rer. pol. Er war freier Referent beim Deutschen Gewerkschaftsbund, Wissenschaftlicher Assistent der Universität Köln und Sachbearbeiter bei dem Vorstand der IG Metall.
1946 wurde Goeke Mitglied der SPD, er war in zahlreichen Parteigremien aktiv. Er war ebenfalls Mitglied der IG Metall.

## Abgeordneter
Vom 24. Juli 1966 bis zum 13. Mai 1968 war Goeke Mitglied des Landtags des Landes Nordrhein-Westfalen. Er wurde im Wahlkreis 059 Wuppertal IV direkt gewählt und schied am 13. Mai 1968 aus dem Landtag aus.